# Municipal Waste
Municipal Waste (v překladu z angličtiny komunální odpad) je americká crossover/thrash metalová kapela z Richmondu ve státě Virginie založená v roce 2001. Je známá pro svou hlasitou, opileckou party atmosféru a pro své vtipné názvy parodických písní zaměřených na thrash. 
K roku 2023 kapela vydala sedm studiových alb, pět EP a několik split alb. Jejich poslední vydané studiové album se jmenuje Electrified Brain (2022). Zpěvák Tony Foresta a rytmický kytarista Ryan Waste jako jediní zakládající členové v kapele přetrvali. Do jejich nynějšího line-upu patří Dave Witte jako bubeník, Phil Hall hrající na baskytaru a Nick Poulos jako sólový kytarista.

## Historie
Municipal Waste odehráli svůj první koncert na silvestrovské párty v Richmondu na přelomu roku 2000 a 2001, kde byla obviněna z podněcování malých výtržností. Kapela se inspirovala hudebními vlivy crossoverových thrashových kapel, jako jsou D.R.I., Suicidal Tendencies, Corrosion of Conformity z éry alba Animosity, Nuclear Assault a Attitude Adjustment. Municipal Waste koncertovali v letech 2001 a 2002 v USA a sousedícím Mexiku. V roce 2001 kapela vydala stejnojmenné EP Municipal Waste. Rok na to vznikl split nahraný s kapelou Crucial Unit. V roce 2002 odešel Brendan Trache, kterého nahradil Brandon Ferrell. Poté následovalo jejich debutové album Waste 'Em All (2003) a split album s kapelou Bad Acid Trip. Obě desky byly vydány pod Six Weeks Records. Po vydání alba Waste 'Em All kapelu opustili Andy Harris a Brandon Ferrell, které nahradili baskytarista Philip  Hall a bubeník Dave Witte. V roce 2005 podepsali Municipal Waste smlouvu s Earache Records a nahráli album Hazardous Mutation (2005).
Během let 2005 a 2006 natočili Municipal Waste videoklip k písni Unleash the Bastards ve dvou verzích, cenzurovaná a necenzurovaná.
V červnu 2007 jeli Municipal Waste na turné s Destruction po Spojených státech a poté se vydali do studia s producentem Christopherem „Zeuss“ Harrisem, aby nahráli své další album The Art of Partying. Následovalo turné po Evropě, turné s The Haunted a vystoupení na Wacken Open Air v Německu a na festivalech Reading a Leeds. Vyrazili také na turné se Suicidal Tendencies. Ke skladbě Headbanger Face Rip byl poté natočen videoklip, který se na YouTube dochoval v nízké kvalitě.
V roce 2007 se kapela dočkala velkého uznání hudebního tisku, když se umístila v první pětce alb roku ve švédském časopise Close Up a v první dvacítce časopisů Big Cheese a Kerrang! Byli také na titulní straně časopisu Metal Maniacs, ale několikrát se objevili i v NME.
Dne 15. června 2008 vystoupili na britském festivalu Download. Připojili se také k At the Gates na jejich „Suicidal Final Tour“ společně s Darkest Hour, Toxic Holocaust a Repulsion.
V roce 2010 byla potvrzena účast kapely na soundtracku k remaku hry Splatterhouse od Namco Bandai Games.
V roce 2009 vydali Municipal Waste své třetí album Massive Aggressive, o tři roky později následovalo The Fatal Feast a ve stejný rok vyšlo split album Toxic Waste s Toxic Holocaust. Po pěti letech následovalo Slime and Punishment a kapela vydala 11. října 2019 EP The Last Rager. Jako sedmé studiové album vyšlo 1. července 2022 s názvem Electrified Brain.

## Zajímavosti
Kapela sklidila vlnu kontroverze díky jejich merch designu, na kterém je Donald Trump vystřelující si mozek z hlavy.[zdroj?]

## Diskografie
Studiová alba
- Waste 'Em All (2003, Six Weeks Records)
- Hazardous Mutation (2005, Earache Records)
- The Art of Partying (2007, Earache Records)
- Massive Aggressive (2009, Earache Records)
- The Fatal Feast (2012, Nuclear Blast Records)
- Slime and Punishment (2017, Nuclear Blast Records)
- Electrified Brain (2022, Nuclear Blast Records)

EP
- Municipal Waste (2001, Amendment Records / Busted Heads Records)
- The Art of Partying (2007, Earache Records)
- Scion Presents: Municipal Waste (2012, Scion Audio Visual)
- Garbage Pack (2012, Night of the Vinyl Dead Records)
- The Last Rager (2019, Nuclear Blast Records)

Split nahrávky
- Municipal Waste / Crucial Unit (2002, Six Weeks Records)
- Tango and Thrash (společně s Bad Acid Trip) (2002, Amendment Records)
- Louder Than Hell (2005, Six Weeks Records)
- Toxic Waste (společně s Toxic Holocaust) (2012, Tankcrimes Records)
- Mr. Pickles Thrashtacular (společně s Exodus) (2018)

Koncertní nahrávky
- Live at Alley Katz (2007)